# Blue Space
Blue Space est une série de bande dessinée française d'aventures et de science-fiction.
- Scénario : Richard Marazano, dessins et couleurs : Chris Lamquet

## Synopsis
Blue Space est le surnom d'une Agence Spatiale naissante, la United Nations Space Agency. Celle-ci s'est dotée d'un corps international d'astronaures dirigé par Iéronimus. Les sept astronautes de l'agence sont Katrine, Guillermo, Hayao, Asia, Adam, Victor, et Val.

### Tycho incident
Ils sont envoyés au secours de la base lunaire de l'UNSA, l'International Mobile Moon Base, qui a été victime d'un accident étrange en cherchant à récupérer un conteneur d'échantillons. Rapidement, il apparait qu'un mystérieux Trust tire les ficelles de ce qui se passe sur la Lune.

## Albums
- Tome 1 : IMMB (2006)  (ISBN 2851206400)
- Tome 1 : Tycho Incident (2009)  (ISBN 978-2-7234-7079-7) (version redessinée de IMMB)
- Tome 2 : Le Troisième œil d'Indra (2009)  (ISBN 978-2-7234-6774-2)

## Publication

### Éditeurs
- E.P.A. : Tome 1
- Glénat : Tome 1 & Tome 2

### Documentation
- Patrick Weber, « Blue space, t. 2 : nos amis les Martiens », dBD, no 33,‎ juin 2009, p. 76.